# Liste der Bodendenkmäler in Vöhringen (Iller)
Auf dieser Seite sind die Bodendenkmäler in der schwäbischen Stadt Vöhringen zusammengestellt. Diese Tabelle ist eine Teilliste der Liste der Bodendenkmäler in Bayern. Grundlage ist die Bayerische Denkmalliste, die auf Basis des Bayerischen Denkmalschutzgesetzes vom 1. Oktober 1973 erstmals erstellt wurde und seither durch das Bayerische Landesamt für Denkmalpflege geführt wird. Die folgenden Angaben ersetzen nicht die rechtsverbindliche Auskunft der Denkmalschutzbehörde.

## Bodendenkmäler in Vöhringen

### Bodendenkmäler in der Gemarkung Bellenberg
| Lage                  | Objekt                       | Akten-Nr.     | Bild |
| --------------------- | ---------------------------- | ------------- | ---- |
| Bellenberg (Standort) | Mittelalterlicher Burgstall. | D-7-7726-0042 |      |

### Bodendenkmäler in der Gemarkung Illerberg
| Lage                 | Objekt | Akten-Nr.     | Bild |
| -------------------- | --- | ------------- | ---- |
| Illerberg (Standort) | Mittelalterlicher Burgstall. | D-7-7626-0129 |      |
| Illerberg (Standort) | Freilandstation des Mesolithikums und Grabhügel vorgeschichtlicher Zeitstellung.                                                         | D-7-7626-0130 |      |
| Illerberg (Standort) | Grabhügel der Hallstattzeit und Brandgräber der römischen Kaiserzeit.                                                                    | D-7-7626-0278 |      |
| Illerberg (Standort) | Eisenverhüttungsplätze vor- und frühgeschichtlicher Zeitstellung.                                                                        | D-7-7626-0339 |      |
| Illerberg (Standort) | Mittelalterlicher Burgstall. | D-7-7726-0001 |      |
| Illerberg (Standort) | Grabhügel vorgeschichtlicher Zeitstellung.                                                                                               | D-7-7726-0004 |      |
| Illerberg (Standort) | Grabhügel der Hallstattzeit. | D-7-7726-0005 |      |
| Illerberg (Standort) | Verhüttungsplatz vorgeschichtlicher Zeitstellung.                                                                                        | D-7-7726-0006 |      |
| Illerberg (Standort) | Gräber des Frühmittelalters. | D-7-7726-0007 |      |
| Illerberg (Standort) | Straße der römischen Kaiserzeit. | D-7-7726-0126 |      |
| Illerberg (Standort) | Mittelalterliche und frühneuzeitliche Befunde im Bereich der Katholischen Pfarrkirche St. Martin in Illerberg und ihrer Vorgängerbauten. | D-7-7726-0129 |      |
| Illerberg (Standort) | Siedlung und Handwerksplatz der römischen Kaiserzeit sowie des frühen und hohen Mittelalters.                                            | D-7-7726-0155 |      |

### Bodendenkmäler in der Gemarkung Illerzell
| Lage                 | Objekt | Akten-Nr.     | Bild |
| -------------------- | --- | ------------- | ---- |
| Illerzell (Standort) | Mittelalterliche und frühneuzeitliche Befunde im Bereich der Katholischen Pfarrkirche St. Ulrich in Illerzell und ihrer Vorgängerbauten. | D-7-7726-0147 |      |

### Bodendenkmäler in der Gemarkung Thal
| Lage            | Objekt | Akten-Nr.     | Bild |
| --------------- | --- | ------------- | ---- |
| Thal (Standort) | Siedlung vor- und frühgeschichtlicher Zeitstellung.                                                                                                  | D-7-7726-0021 |      |
| Thal (Standort) | Siedlung der Hallstattzeit, der Latènezeit und der römischen Kaiserzeit.                                                                             | D-7-7726-0026 |      |
| Thal (Standort) | Grabhügel vorgeschichtlicher Zeitstellung. | D-7-7726-0027 |      |
| Thal (Standort) | Grabhügel der Hallstattzeit und Siedlung des Mittelalters.                                                                                           | D-7-7726-0028 |      |
| Thal (Standort) | Grabhügel des Frühmittelalters. | D-7-7726-0032 |      |
| Thal (Standort) | Grabhügel vorgeschichtlicher Zeitstellung. | D-7-7726-0033 |      |
| Thal (Standort) | Siedlung der Bronzezeit oder Urnenfelderzeit und Körpergräber vor- und frühgeschichtlicher Zeitstellung.                                             | D-7-7726-0075 |      |
| Thal (Standort) | Schürfgruben vorgeschichtlicher Zeitstellung. | D-7-7726-0076 |      |
| Thal (Standort) | Mittelalterliche und frühneuzeitliche Befunde im Bereich des ehemaligen Schlösschens in Thal und seiner Vorgängerbauten; Burgstall des Mittelalters. | D-7-7726-0138 |      |

### Bodendenkmäler in der Gemarkung Vöhringen
| Lage                 | Objekt | Akten-Nr.     | Bild |
| -------------------- | --- | ------------- | ---- |
| Vöhringen (Standort) | Brandgräber der frühen Hallstattzeit, Körperbestattungen vor- und frühgeschichtlicher Zeitstellung.                                               | D-7-7726-0011 |      |
| Vöhringen (Standort) | Siedlung vor- und frühgeschichtlicher Zeitstellung, Körpergräber des frühen Mittelalters.                                                         | D-7-7726-0012 |      |
| Vöhringen (Standort) | Körpergräber vor- und frühgeschichtlicher Zeitstellung.                                                                                           | D-7-7726-0014 |      |
| Vöhringen (Standort) | Körpergräber des frühen Mittelalters. | D-7-7726-0015 |      |
| Vöhringen (Standort) | Körpergräber des frühen Mittelalters. | D-7-7726-0016 |      |
| Vöhringen (Standort) | Körpergräber vor- und frühgeschichtlicher Zeitstellung.                                                                                           | D-7-7726-0017 |      |
| Vöhringen (Standort) | Brandgräber der Urnenfelderzeit. | D-7-7726-0020 |      |
| Vöhringen (Standort) | Siedlung und Brandgräber der Urnenfelderzeit und Körpergräber vor- und frühgeschichtlicher Zeitstellung.                                          | D-7-7726-0096 |      |
| Vöhringen (Standort) | Siedlung der römischen Kaiserzeit. | D-7-7726-0127 |      |
| Vöhringen (Standort) | Mittelalterliche und frühneuzeitliche Befunde im Bereich der Katholischen Pfarrkirche St. Maria in Vöhringen, darunter der aufgelassene Friedhof. | D-7-7726-0136 |      |
| Vöhringen (Standort) | Siedlung der Urnenfelderzeit. | D-7-7726-0149 |      |